# 佩特拉·柯林斯
佩特拉·柯林斯（英語：Petra Collins，1992年12月21日—），是一位加拿大籍摄影师及艺人。柯林斯执导不少的音乐视频及短片，并与卡莉·蕾·杰普森、利尔·亚蒂、赛琳娜·戈麦斯、卡迪·B和奧莉維亞·羅德里戈合作。柯林斯所执导的羅德里戈的音乐视频《很好啊》也在美国、加拿大、新加坡、英国、德国、爱尔兰等国家拿下冠军。

## 早年生活
柯林斯在多伦多出生，并在多伦多长大。她在罗斯代尔高地艺术学校接受教育。2007年，柯林斯开始了她的摄影生涯。柯林斯前往安大略艺术设计学院接受她的最后两年的教育并顺利毕业。